# Hammer
«Hammer» es una canción interpretada por la cantautora neozelandesa Lorde, incluida en su cuarto álbum de estudio, titulado Virgin (2025). Lorde y James Harmon Stack se encargaron de la composición y producción del tema, que fue publicado el 20 de junio de 2025 por Republic Records como el tercer sencillo del disco.

## Antecedentes
El 18 de junio, Lorde anunció «Hammer» en sus redes sociales como el tercer sencillo del álbum, Virgin, añadiendo en la descripción que es el sencillo de apertura del disco. Previamente, la canción había sonado en una fiesta con fans como adelanto en Londres. Además anunció un adelanto del videoclip ese mismo día.

## Composición
«Hammer» fue descrito por Lorde como «una oda a la vida de ciudad y la excitación». Tom Breihan de Stereogum caracterizó la canción como «una melodía vibrante y exuberante, no exactamente una canción de baile, pero una que sigue amenazando con convertirse en una canción de baile en cualquier momento», destacando su calidad dinámica y bailable.

## Video musical
El video musical de «Hammer», está dirigido por Renell Medrano, y fue  rodado en Hampstead Heath en Londres.

## Posicionamiento en listas
| Lista (2025)                      | Mejor posición |
| --------------------------------- | -------------- |
| Irlanda (IRMA)                    | 98             |
| Nueva Zelanda (Recorded Music NZ) | 40             |
| Reino Unido (UK Singles Chart)    | 92             |